# Fort George
Fort George (pevnost George) je vojenská pevnost, která se nalézá ve Skotsku, severovýchodně od města Inverness, na pobřeží Severního moře, konkrétně v zálivu Moray Firth. Pevnost je chráněnou památkou kategorie A. Její rozloha činí více než 17 hektarů a je označována za největší pevnost světa.

## Historie
Geografická poloha města Inverness ve středu severního Highlandu (Skotské vysočiny), byla důležitou součástí obrany tohoto území. Spolu s dalšími pevnostmi ve Fort William, Ruthven, Fort Augustus, Inversnaid, nebo Bernera, tvořila dostatečnou síť pevností pro ochranu území Highlands. Postupně se mezi těmito místy vystavělo 1808 km vojenských silnic. Komunikace mezi útvary byla zajišťována právě po nich, nebo po moři, bylo-li to možné.
Již od dvanáctého století byla v Inverness natrvalo usídlena vojenská posádka, která chránila jak samo město, tak i jeho okolí. Tato pevnůstka se však jmenovala Fort George až od roku 1725, kdy generál George Wade zrekonstruoval místní středověký hrad spolu s budovou staré pevnosti. Tu ale zničili Jakobité v únoru roku 1746, poté co úspěšně dobyli Inverness, při ústupu z Derby. Jakobity poté vyhnala armáda knížete z Cumberlandu po bitvě u Cullodenu. Vládce pak nařídil obnovu pevnosti.
Protože však centrum města plně nevyhovovalo vojenským představám o poloze pevnosti, kvůli malé rozloze aj., rozhodlo se, že nová pevnost bude umístěna tam, kde stojí dodnes. Poloha mimo město s velkou rozlohou a přístupem k moři, plně vyhovovala podmínkám tehdejší armády.
Pevnost se začala stavět roku 1748 a byla dle plánů byla pevnost vybavená nejdokonalejší dělostřeleckou technikou a zázemím pro dva regimenty pěchoty po 800 mužích, obsluhu děl, důstojníky a jejich rodiny, celkem určena pro 2500 osob. Projekt vytvořil architekt plukovník William Skinner, který vytvořil dílo, podle tehdy nejnovějších poznatků v oblasti vojenského stavitelství.
Hlavními staviteli byli čtyři synové architekta Williama Adama, kteří zajišťovali chod celé stavby, včetně dodávek a transportu materiálu. Plukovník Skinner přijížděl na kontrolu stavby každý rok. Stavba byla dokončena v roce 1769, tj. po 21 letech.

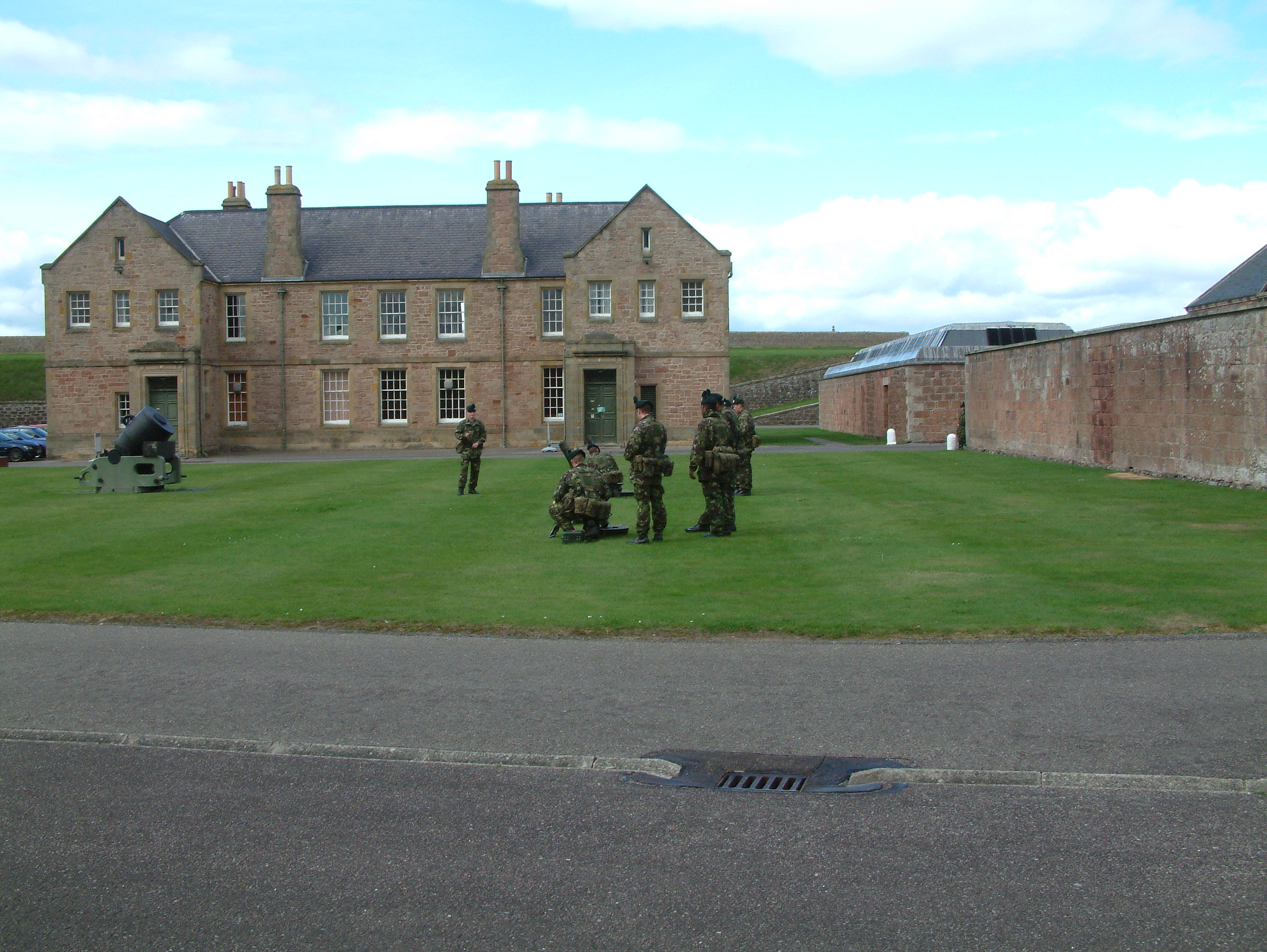
Cvičení vojáků ve Fort George

## Využití pevnosti
- Napoleonské války – ochrana území + vězení a dohled nad francouzskými zajatci, k čemuž sloužila speciální jednotka invalidů, kteří již nemohli plně bojovat
- 1820–1881 – základna pro loďstvo operující v zámoří + vlastní ochrana + rekrutace nových vojáků + ochrana výběrčích daní + ochrana hlídek kontrolujících nezákonné pálení whisky.
- 1881 – hlavní místo verbování nových vojenských sil
- první světová válka – základna pro vojenské cvičení + základna Kanadské armády
- druhá světová válka – tréninková základna pro Skotský střelecký prapor
- 1967 – pevnost přešla do užívání Ministerstva veřejných budov a prací Velké Británie

## Vzhled
Opevnění je příkladem hloubkové obrany. Hlavní hradby jsou kamenné, půdorysně členěné a skloněné s vystupujícími baštami a redutami, takže každý líc hradby je pokryt palbou z děl umístěných na vrcholu ostatních hradeb. Hradby jsou mnoho metrů široké a zatravněné, na vrcholu jsou valeně klenuté kasematy, které tvoří podzemní bunkry určené k ochraně celé posádky před dělostřeleckou palbou. Přístup k pevnosti z pevninské strany vede přes širokou plochu sypkých oblázků, které tvoří ochrannou bariéru.
Svažující se travnaté břehy navržené tak, aby pohlcovaly dělostřelecké granáty a pevnost ukryly před zraky. Ke vchodu se dostanete přes ravelin, samostatně stojící obrannou stavbu, jejíž součástí je strážnice, která je zcela vystavenou palbě z hlavní pevnosti, dále po vyvýšeném dřevěném chodníku, doplněném padacím mostem, přemosťujícím přes široký příkop mezi silně bráněnými baštami. Příkop tvoří široký vražedný prostor otevřeně vystavený palbě z těchto hradeb.
Shora připomíná komplex vojenskou raketu s opravdu originálním a nadčasovým rozmístěním všeho potřebného.
Kasárna jsou obklopena mohutnými hradbami, za kterými je ještě vodní příkop spolu s čelní hradbou. Po obvodu nechybí děla a strážní budky s úzkou průrvou. Je zde i dostatek prostoru k cvičení i jiné činnosti a to jak venku, tak uvnitř pevnosti. V komplexu lze nalézt věznice pro zajatce i vojáky z jednotky, kostel, kuchyně, ubytovny a kanceláře, palisády, padací most aj.

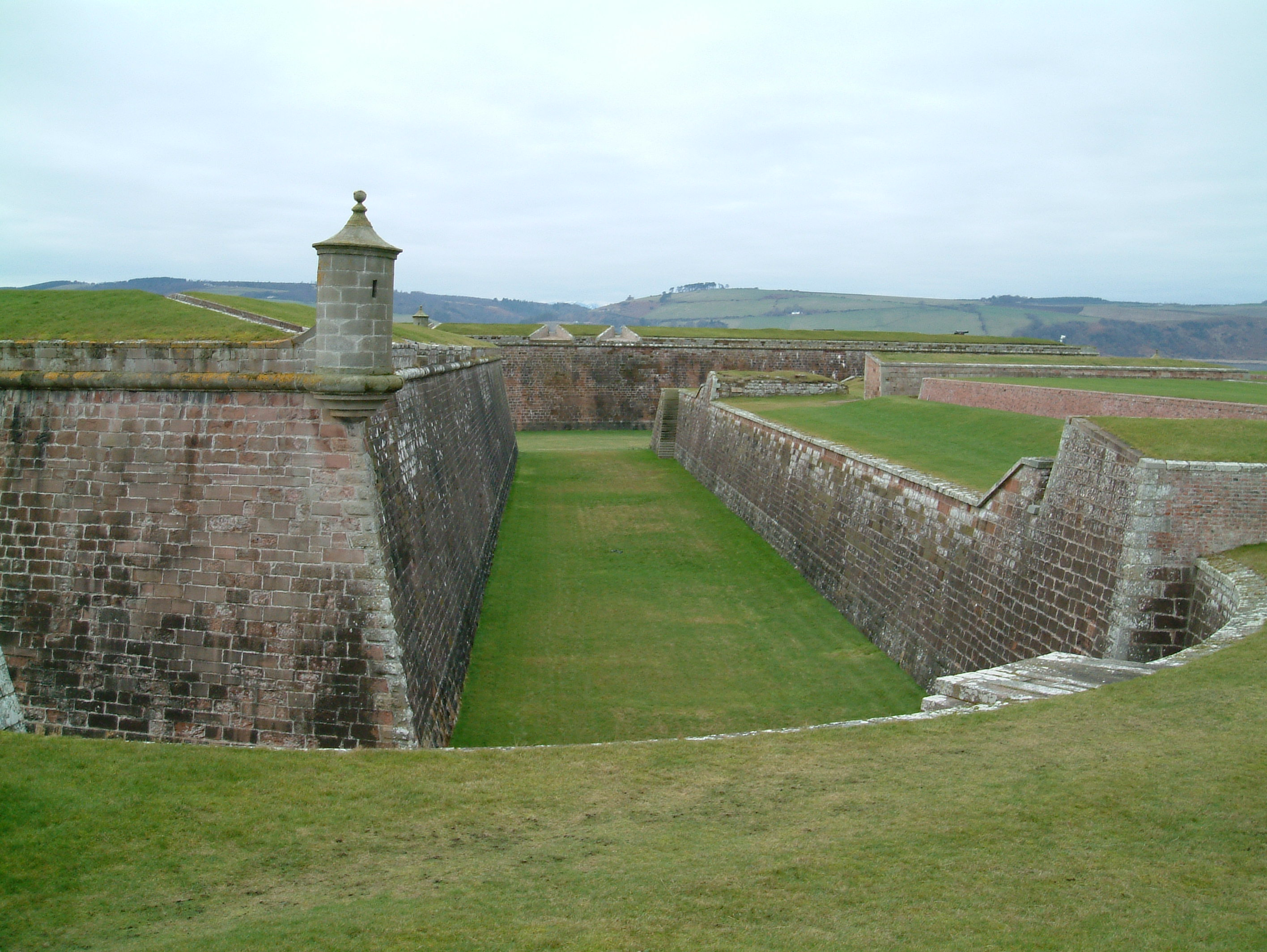
Vnější obranná zeď se strážnicí

## Současnost
Dnes je pevnost častým cílem turistů z celého světa a to nejen proto, že zde lze zhlédnout živé cvičení zdejší vojenské jednotky, ale hlavně kvůli historii, která je spolu s mnoha předměty podrobně popsána v místním muzeu. Originální sbírka obsahuje věci nashromážděné za posledních 200 let a spojené s Fort George.